# Helsinki Open 2023
Die Helsinki Open 2023 fanden vom 30. September bis zum 1. Oktober 2023 in Helsinki statt. Es war die 16. Austragung dieser internationalen Meisterschaften von Finnland im Badminton.

## Sieger und Platzierte
| Disziplin    | Gold                               | Silber                              | Bronze                        |
| ------------ | ---------------------------------- | ----------------------------------- | ----------------------------- |
| Herreneinzel | Arto Lahtinen                      | Eemi Ukkola                         | Akseli Aalto                  |
| Herreneinzel | Arto Lahtinen                      | Eemi Ukkola                         | Oskari Rantanen               |
| Dameneinzel  | Ananya Kandala                     | Iina Soini                          | Alicia Gras                   |
| Dameneinzel  | Ananya Kandala                     | Iina Soini                          | Susanna Hakala                |
| Herrendoppel | Phuc Le Vinh Jaakko Mäenpää        | Toni Alho Matias Viljakainen        | Heming Lin Dishant Sukhwal    |
| Herrendoppel | Phuc Le Vinh Jaakko Mäenpää        | Toni Alho Matias Viljakainen        | Nicholas Kroath Jussi Tuuri   |
| Damendoppel  | Johanna Jussila Johanna Rajasärkkä | Lotta Lindström Essi Rantanen       | Laura Jalli Selma Kääriäinen  |
| Damendoppel  | Johanna Jussila Johanna Rajasärkkä | Lotta Lindström Essi Rantanen       | Jenni Lahti Nelly Määttä      |
| Mixed        | Jani Laitinen Laura Jalli          | Teemu Lahtinen Henna-Leena Lindberg | Mikko Pohjalainen Suvi Kallio |
| Mixed        | Jani Laitinen Laura Jalli          | Teemu Lahtinen Henna-Leena Lindberg | Jussi Tuuri Sonia Värälä      |